# Iron Man 3: The Official Game
Iron Man 3: The Official Game — компьютерная игра для мобильных устройств, разработанная и издана Gameloft. Игра вышла 25 апреля 2013 года и основана на фильме «Железный человек 3»  кинематографической вселенной Marvel.

## Игровой процесс
Геймплей игры представляет собой бесконечный раннер, похожий на игру Temple Run, в котором игрок пытается увернуться от объектов, чтобы набрать очки, пройти уровень и победить в конце захода, босса.
Игрок  берёт под управление Тони Старка облачено в костюм Железного человека, маневрируя им в полёте на различных игровых локациях.
Перемещение осуществляется с помощью свайпа сенсорного экрана, а при клике стрельба по противнику. В устройствах с поддержкой гироскопа, по мере выхода новых обновление была добавлена опция управления с помощью его, в этом случае перемещения осуществляется в виде наклонов устройства влево или вправо.
Миссии состоят из уничтожения определенного количества врагов или сбора определенного количества предметов, после их прохождения игрок вознаграждается внутриигровой валютой для покупки улучшений оружия, доспехов или восстановления энергии для продолжения игры после получения сильного урона. В игре также реализованы микротранзакции.
Для кастомизации в игре представлено множество вариантов брони Железного человека.

## Разработка
Игра была впервые анонсирована компанией Gameloft в марте 2013 года.

## Отзывы
| Сводный рейтинг       | Сводный рейтинг |
| Агрегатор             | Оценка          |
| --------------------- | --------------- |
| GameRankings          | 58,54 %         |
| Metacritic            | 58/100          |
| Иноязычные издания    |                 |
| Издание               | Оценка          |
| Game Informer         | 6,5/10          |
| IGN                   | 6,6             |
| TouchArcade           | [ 5 ]           |
| Русскоязычные издания |                 |
| Издание               | Оценка          |
| StopGame.ru           | «Проходняк»     |

Игра получила средние оценки от критиков и игроков.